# 주희 (성우)
주희(朱姫, 1950년 2월 13일~ )는 대한민국의 성우이다. 1968년 TBC 4기 성우로 입사했으며, 언론통폐합으로 인하여 현재는 KBS 10기로 분류된다. 한국방송 성우극회 소속이다. 주요작품은《달려라 하니》, 《개골개골 마법사》의 멜로디가 있다.

## 개요

### 내력·특색
- 1968년 TBC 4기로 입사했다. 현재 프리랜서로 활동 중이다.
- 가장 소중한 역할로 1978년에 방영된 외화 작품인 《6백만불의 사나이》의 제이미 소머즈 역할을 꼽았다.[1]

## 출연작품

### 애니메이션
굵은 글씨는 주인공 또는 메인캐릭터.

## KBS
- 꼬마유령 캐스퍼 (KBS/VIDEO) - 포일
- 기동전함 나데카 (SBS) - 유리
- 달려라 하니 (KBS) - 하니
- 천방지축 하니 (KBS) - 하니
- 마법의 성 (KBS) - 엠마
- 요술공주 밍키 (KBS) - 밍키
- 샛별공주 (KBS) - 샛별=페르샤
- 슈퍼맨 로키 (KBS) - 레이디 칸
- 요술공주 밍키 (KBS) - 밍키
- 왈가닥 작은 아씨 (KBS) - 애니
- 작은 아씨들 (KBS) - 조 마치
- 우주선장 율리시즈 (KBS) - 중앙컴퓨터 샤카
- 태양의 기사 피코 (KBS) - 마샤
- 이겨라 승리호 (KBS) - 유리

## 타사
- 개골개골 마법사 (어린이TV) - 멜로디
- 꼬꼬리코 돌격대 (SBS) - 쌔미
- 삐삐 롱 스타킹 (대교방송) - 삐삐
- 심슨가족 (MBC) - 리사 심슨
- 심슨가족 (EBS) - 리사 심슨
- 심슨가족 (SBS) - 리사 심슨, 스컬리
- 오렌지 로드 (VIDEO) - 수정
- 요술공주 밍키 2기 (SBS) - 밍키
- 포코냥 (챔프) - 아라

### 영화
- 나일 살인사건 (KBS) - 재키 (미아 패로우)
- 늑대의 제국 (KBS) - 마틸드 (로라 모란테)
- 닥터 지바고 (KBS) - 토냐 (제랄딘 채플린)
- 도니 다코 (KBS) - 로즈 (메리 맥도널)
- 또다른 탄생 (SBS) - 로이스 (조베스 윌리엄스)
- 러브 스토리 (KBS) - 제니 (앨리 맥그로)
- 런어웨이 브라이드 (KBS) - 엘리 (리타 윌슨)
- 로렌조 오일 (KBS)
- 마농의 샘 (KBS)
- 못 말리는 가족 (KBS) - 시모네
- 병사의 낙원 (KBS)
- 비둘기가 날 때 (KBS) - 더벌 도버(헬렌 레이)
- 사랑의 빛 (KBS) - 알렉스(엘리자베스 몽고메리)
- 사랑의 추억 (KBS) - 마리 (샬럿 램플링)
- 산딸기 (KBS) - 마리안 (잉그리드 튜린)
- 슈퍼맨 (KBS) - 로이스 레인 (마곳 키더)
  - 슈퍼맨 2 (KBS) - 로이스 레인 (마곳 키더)
- 스위치 (KBS) - 마고 (조베스 윌리엄스)
- 스타 워즈 에피소드 4: 새로운 희망 (KBS) - 레아 공주 (캐리 피셔)
- 어느 이혼녀의 고백 (KBS)
- 죽음의 카운트다운 (KBS) - 게일 (제인 캐즈매럭)
- 줄리아 (KBS) - 릴리언 헬먼 (제인 폰다)
- 타워링 (KBS)
- 태양의 제국 (KBS)
- 테일러 오브 파나마 (SBS) - 루이지 (제이미 리 커티스)
- 포스트 임팩트 (KBS)
- 프롬프터 (KBS) - 시브 (헤게 스그엔)
- 홀랜드 오퍼스 (KBS) - 아이리스 (글렌 헤들리)
- 10 (KBS) - 사만사 타일러 (줄리 앤드류스)
- SAS 특공대 (KBS) - 제니(로잘린드 로이드)

### 외화
- V 시즌 1 (KBS) - 다이아나 (제인 배들러)
- 6백만불의 사나이 (동양방송/KBS) - 제이미 소머즈 (린제이 와그너)
- 말괄량이 삐삐 (어린이TV) - 삐삐
- 소머즈 - 제이미 소머즈 (린제이 와그너)
- 스캔들 (KBS) - 멕 노스
- 쌍둥이 에디슨 - 애니 에디슨
- 슈퍼소년 앤드류 (KBS) - 스테파니아 크레멘트스 (완다 카논)

### 교육
- Happy Days (윤선생영어교실) - 하늘

### 인형극
- 올리버 트위스트 (KBS) - 올리버 트위스트
- 떠돌이 왕자 (KBS) - 티탄

### 방송
- 간난이 (MBC) - 해설
- KBS 라디오 극장 10년(살아있는 날의 시작) (KBS 라디오)

### TV커머셜
- 엘리자베스 아덴 - 나레이션

## 같이 보기
- 한국방송 성우극회